# Neil Aspinall
Neil Aspinall (født 13. oktober 1941, død 24. marts 2008) var en britisk musikproducer. Han var fra skoletiden ven med Paul McCartney og George Harrison, og var kendt som Den 5. Beatle som leder af The Beatles' pladeselskab Apple Corps 1968 – 2007.
Neil Aspinall døde på et kræfthospital i New York. 